# 太陽賭場度假村
晨麗娛樂場及渡假城是菲律賓的一間綜合娛樂酒店，是菲律賓銳意打造為旅遊重鎮的娛樂城內首間開業的賭場酒店。晨麗娛樂場及渡假城的投資額超過12億美元，合共併請超過4500名員工。晨麗娛樂場及渡假城於2013年3月16日開幕，當日更請來時任菲律賓總統阿基諾三世揭幕。